# Ндеди-Пенда, Патрис
Патрис Ндеди́-Пенда́ (фр. Patrice Ndédi Penda; р. 4 марта 1945, Баньо, Французский Камерун) — камерунский писатель, драматург, публицист. Свои произведения пишет на французском языке.
Получил высшее образование во Франции — изучал философию и психологию в Париже. По возвращении на родину поселился в Дуале, работал в частной компании, занимающейся морскими перевозками.
На протяжении своей жизни получил целый ряд литературных премий, однако не раз подвергался судебным преследованиям за свою критику камерунских правительств. Входил в состав «реформистского» крыла правящей партии. При президенте Поле Бийя вошёл в состав Наблюдательного совета по борьбе с коррупцией.
Наиболее известные произведения — социальная комедия «Рухье» (1969), романы «Сеть» («Верша»; 1971) и «Корзина с рыбой», в которых автор подвергает критике различные пороки и пережитки камерунского общества, а также работа 2006 года Cameroun. Les parrains de la corruption о коррупции среди камерунских чиновников.